# Інверкаргілл
Інверкаргілл (англ. Invercargill, маор. Waihōpai) — найпівденніше місто Нової Зеландії та територіальне управління. Південніше тільки селище Обан. Місто розташоване на південному узбережжі Південного острова на плато Саутленд на березі річки Ореті. Місто є адміністративним та комерційним центром регіону Саутленду. Також в місті засідає окружна рада територіального управління округу Саутленд. В регіоні мешкає 55.8 % населення регіону.[незрозуміло]

## Географія

### Клімат
| Клімат Інверкаргілла                       | Клімат Інверкаргілла | Клімат Інверкаргілла | Клімат Інверкаргілла | Клімат Інверкаргілла | Клімат Інверкаргілла | Клімат Інверкаргілла | Клімат Інверкаргілла | Клімат Інверкаргілла | Клімат Інверкаргілла | Клімат Інверкаргілла | Клімат Інверкаргілла | Клімат Інверкаргілла | Клімат Інверкаргілла |
| Показник                                   | Січ.                 | Лют.                 | Бер.                 | Квіт.                | Трав.                | Черв.                | Лип.                 | Серп.                | Вер.                 | Жовт.                | Лист.                | Груд.                | Рік                  |
| Абсолютний максимум, °C                    | 33,8                 | 32,1                 | 28,8                 | 25,5                 | 20,9                 | 18,4                 | 16,7                 | 21,0                 | 23,1                 | 24,6                 | 27,5                 | 28,8                 | 33,8                 |
| Середній максимум, °C                      | 18,7                 | 18,6                 | 17,1                 | 14,9                 | 12,3                 | 10,0                 | 9,5                  | 11,1                 | 13,1                 | 14,4                 | 15,8                 | 17,5                 | 14,4                 |
| Середня температура, °C                    | 14,2                 | 13,9                 | 12,5                 | 10,4                 | 8,0                  | 5,9                  | 5,3                  | 6,6                  | 8,5                  | 9,9                  | 11,4                 | 13,0                 | 10,0                 |
| Середній мінімум, °C                       | 9,6                  | 9,3                  | 7,9                  | 5,8                  | 3,8                  | 1,9                  | 1,0                  | 2,2                  | 4,0                  | 5,4                  | 7,0                  | 8,6                  | 5,5                  |
| Абсолютний мінімум, °C                     | −0,9                 | −2,4                 | −2,4                 | −4,9                 | −6,9                 | −7,4                 | −9                   | −8                   | −4,5                 | −3,2                 | −2                   | −0,4                 | −9                   |
| Середня кількість сонячних годин на місяць | 185,9                | 167,2                | 142,6                | 117,2                | 87,5                 | 78,7                 | 97,9                 | 123,0                | 139,8                | 173,0                | 181,3                | 188,2                | 1682,2               |
| Норма опадів, мм                           | 115.0                | 87.1                 | 97.4                 | 95.9                 | 114.4                | 104.0                | 85.2                 | 75.6                 | 84.2                 | 95.0                 | 90.4                 | 105.0                | 1149.3               |
| Днів з опадами                             | 13,0                 | 10,3                 | 12,3                 | 12,3                 | 15,3                 | 15,6                 | 14,2                 | 12,8                 | 13,1                 | 13,8                 | 13,3                 | 14,3                 | 160,4                |
| Вологість повітря, %                       | 80.6                 | 83.3                 | 84.2                 | 85.3                 | 87.0                 | 87.7                 | 88.1                 | 85.8                 | 81.3                 | 80.0                 | 78.2                 | 78.6                 | 83.3                 |
| ------------------------------------------ | -------------------- | -------------------- | -------------------- | -------------------- | -------------------- | -------------------- | -------------------- | -------------------- | -------------------- | -------------------- | -------------------- | -------------------- | -------------------- |
| Джерело: NIWA Climate Data, Météo Climat   |                      |                      |                      |                      |                      |                      |                      |                      |                      |                      |                      |                      |                      |

## Відомі люди
Мотогонщик Берт Монро (1899—1978).
Актор Мартон Чокаш (нар. 1966).